# 9449 Petrbondy
A 9449 Petrbondy (ideiglenes jelöléssel 1997 VU2) a Naprendszer kisbolygóövében található aszteroida. Lenka Kotková fedezte fel 1997. november 4-én.